# Phản Gambit Albin
Phản Gambit Albin là một khai cuộc bắt đầu bằng các nước đi:
1. d4 d5
2. c4 e5
và sự tiếp diễn thông thường là:
3. dxe5 d4
Gambit này là một phản ứng không phổ biến đối với Gambit hậu. Để đổi lấy con tốt gambit, Đen có tốt trung tâm ở d4 và có một số cơ hội tấn công. Thường thì Trắng sẽ cố gắng trả lại con tốt vào một thời điểm thích hợp để giành được lợi thế về vị trí.

## Lịch sử
Mặc dù khai cuộc này ban đầu được chơi bởi Cavallotti với Salvioli tại giải đấu Milan năm 1881, nhưng nó được lấy tên từ Adolf Albin, người đã chơi nó với Emanuel Lasker ở New York 1893. Mặc dù nó không được chơi thường xuyên ở cấp kiện tướng, nhưng kiện tướng người Nga Alexander Morozevich đã sử dụng thành công nó vào những năm 2000.

## Các nước đi chính
4. Nf3 Nc6 (4 ... c5 cho phép 5.e3 vì Đen không còn có thể chiếu bằng quân tượng) và bây giờ các tùy chọn chính của Trắng là 5.a3, 5.Nbd2 và 5.g3. Có lẽ nỗ lực chắc chắn nhất của Trắng để có lợi thế là nhập thành cánh vua của họ với 5.g3, tiếp theo là Bg2 và Nbd2. Đen thường sẽ nhập thành cánh hậu. Sự tiếp diễn điển hình là 5.g3 Be6 6.Nbd2 Qd7 7.Bg2 0-0-0 8.0-0 Bh3.

## Các biến thể

### Bẫy Lasker
Bài chi tiết: Phản Gambit Albin, bẫy Lasker
Tốt ở d4 mạnh hơn vẻ bề ngoài của nó và Trắng có thể đổi nó bằng nước đi e3. Đen chơi Bb4+ và Trắng sẽ chơi Bd2 và rơi ngay vào bẫy Lasker

### Biến thể Spassky
Trong biến thể Spassky, Trắng chơi 4. e4 để tận dụng lợi thế của việc chơi en passant phải được thực hiện ngay sau khi quân tốt của đối phương tiếnlên. Vì vậy, bây giờ sau 4 ... Bb4 + 5.Bd2 chụp ... dxe3e.p. không còn có thể cho Đen.